# Пэчаёль
Пэчаёль, Пычаёль  — река в России, протекает в округе Вуктыл Республики Коми. Устье реки находится в 40 км по левому берегу реки Большой Паток. Длина реки составляет 21 км.
Река образуется в заболоченной местности в 55 км к северо-востоку от села Усть-Щугор. В верхнем течении течёт на запад, затем поворачивает на север и северо-запад, русло извилистое. Всё течение проходит по ненаселённой, холмистой тайге в черте национального парка Югыд ва. Именованных притоков не имеет. В нижнем течении ширина реки около 12 метров, скорость течения — 0,8 м/с.

## Данные водного реестра
По данным государственного водного реестра России относится к Двинско-Печорскому бассейновому округу, водохозяйственный участок реки — Печора от водомерного поста у посёлка Шердино до впадения реки Уса, речной подбассейн реки — бассейны притоков Печоры до впадения Усы. Речной бассейн реки — Печора.
По данным геоинформационной системы водохозяйственного районирования территории РФ, подготовленной Федеральным агентством водных ресурсов:
- Код водного объекта в государственном водном реестре — 03050100212103000062781
- Код по гидрологической изученности (ГИ) — 103006278
- Код бассейна — 03.05.01.002
- Номер тома по ГИ — 03
- Выпуск по ГИ — 0